# Anais do Museu Paulista
Os Anais do Museu Paulista são publicações do Museu Paulista da USP, tendo sido iniciada a publicação em 1922 pelo então diretor da instituição, Afonso d'Escragnolle Taunay, logo após a criação da seção de História Nacional e Etnografia do museu.

## História
A primeira publicação data de 1922, e foi publicada em 35 tomos entre 1922 e 1987 sob o nome Anais do Museu Paulista. A partir de 1993, Ulpiano Bezerra de Meneses, então diretor do museu, possivelmente inspirado em estratégia utilizada para a Revista do Museu Paulista por iniciativa de Sérgio Buarque de Holanda, lançou os Anais do Museu Paulista, Nova Série, que se mantém em publicação até hoje, com o subtítulo: História e Cultura Material, destacando assim explícita a faixa de atuação da publicação.

## Propósito
Em Apresentação da Nova Série, Ulpiano Meneses destaca os propósitos de cada uma das seções da publicação.

### Debates
Sendo a seção de abertura, esta apresentará um texto-base com implicações conceituais e metodológicas e temas relevantes sujeitos à controvérsia, que deverá ser acompanhado de comentários de especialistas de áreas diversificadas e um comentário final do autor do texto-base, visando um espaço em que este possa dialogar com seus comentaristas.

### Estudos de Cultura Material
Inicialmente nomeada Estudos e Pesquisas, esta seção tem como eixo principal a História da Cultura Material da sociedade brasileira, mas também tudo o que permitir embasar e enriquecer tais estudos, como por exemplo, abordagens teórico-metodológicas, técnicas, monografias sobre outros contextos de interesse comparativo. Além, da contribuição específica que podem trazer, por exemplo, a antropologia, a arqueologia histórica, arqueologia industrial, a sociologia, a história da arte, a literatura, a linguística, a semiótica, a psicologia, a economia, a tecnologia e a geografia.

### Museus
Esta seção deve abordar os museus não do ângulo da museologia, mas enquanto meios institucionalizados de operar no campo da cultura material, transformando objetos em documentos, além de apresentar questões curatoriais ligadas a exposições, estudos de público, sistemas documentais, colecionismo institucional, práticas educativas etc.

### Conservação e Restauração
Esta seção reúne artigos que explorem debates conceituais, pesquisas e técnicas inovadoras na recuperação de fontes documentais, especialmente objetos, edificações, paisagens e iconografias.

### Documentos
Esta seção se destina a organizar e tornar disponíveis fontes materiais de diversas naturezas que problematizem a organização e abordagem de fontes materiais, visuais e textuais, que receberam tratamento nos museus ou instituições afins.